# Vicky Holland
Victoria Frances Holland, detta Vicky (Gloucester, 12 gennaio 1986), è una triatleta britannica.

## Palmarès
- Giochi olimpici

Rio de Janeiro 2016: bronzo nella prova femminile.